# Juan José Martínez Fernández
Juan José Martínez  Fernández (n.Ramales, Cantabria el  14 de julio de 1966) es un exciclista profesional Español.

## Biografía
Sus inicios en el ciclismo fueron en las categorías inferiores del Club Ciclista del Asón. Sus primeras victorias llegaron el segundo año de cadete con tres triunfos. De juvenil ganó varias carreras siendo seleccionado por Cantabria para disputar el campeonato de España por regiones donde fue 10.º.
Su explosión llegó en las temporadas 1986, 1987 y 1988, en las filas del equipo filial del Teka, ganando carreras en Chile, Semana Aragonesa, etapa reina y 3.º en la general del Circuito Montañés de 1988, etapa y regularidad de la Vuelta a Granada y varias carreras de un día.
En la temporada 1989 pasa a profesional con el Teka, no gozando de muchas oportunidades debido a lo extenso y veterano de la plantilla, que no dejaba mucho sitio a los jóvenes. Sus actuaciones más reseñables fueron el puesto 8.º en la Clásica Cholet en Francia, 5.º en Vuelta a Asturias, 19.º en la Vuelta a los Valles Mineros y 27.º en el Campeonato de España.
La temporada 1990 fue bastante gris, compitió muy poco debido a una lesión de rodilla y sin mejorar sus actuaciones de la temporada anterior
En 1991, al desaparecer el Teka, ficha por el nuevo equipo Wigarma, compitiendo bastante más, debutando en la Vuelta a España y siendo 4.º en el Campeonato de España de ciclismo en ruta disputado en Santander, gracias a sus cualidades de velocista.
En 1992 apenas compitió y el equipo Wigarma desaparece a mitad de temporada, teniendo que abandonar el ciclismo profesional.

## Equipos
- Teka (1989-1990)
- Wigarma (1991-1992)